# Временное правительство Северной области
Временное правительство Северной области (ВПСО) — верховный орган власти в Северной области. Возникло на основе  Верховного управления Северной области (ВУСО), после его свержения капитаном Чаплиным и возвращения арестованных управляющих по требованию совета послов стран-союзниц в Архангельск с Соловецких островов.
В этот момент в состав Северной области входил и Мурманск с Кольским полуостровом (Александровский уезд).

## Политическая картина Северной области
С момента своего появления ВПСО (как и ВУСО до него) находилось в политическом конфликте со всеми остальными органами власти (губернским собранием, городской думой, земствами, профсоюзами и т.д.), где абсолютное большинство мест занимали социалисты, однако до прямой конфронтации ситуация никогда не доходила. Несмотря на прошедшие в октябре перевыборы в органах самоуправления, по итогам которых умеренные социалисты сократили своё присутствие в них с 70% до 53%, решающий голос всё равно оставался за ними. Как отмечали современники, если бы явка на выборы в рабочих районах была бы выше и если бы право голоса имели так же солдаты, то социалисты получили бы ещё больше мест. Особенностью политической картины Северной области было то, что даже находясь в оппозиции, социалисты поддерживали августовский переворот и содействовали ВУСО / ВПСО в борьбе с немцами и большевиками - несмотря даже на то, что меньшевистский ЦК к описываемому времени успел отказаться от борьбы с большевиками перед угрозой белого движения и осудил иностранную интервенцию. Даже находясь с 1919 в открытой оппозиции ВПСО, умеренные социалисты никогда не решались на открытый разрыв с белой властью.
Подобная лояльность социалистов ВПСО объяснялась рядом причин.
1. Земство находилось в зависимости от ВПСО в финансовом отношении. В условиях упадка хозяйства местное и городское земство не сумело наладить сбор налогов и его бюджет на 9/10 состоял из субсидий из казны[6].
2. Умеренные социалисты разделяли лозунги белого правительства и его сомнения в политической и гражданской зрелости простого населения. Разочарование было вызвано, главным образом, поведением простого населения в 1917, когда это самое население умеренных социалистов не поддержало. Речи умеренных социалистов перекликались с выступлениями руководства ВПСО, упрекавшего народ в пренебрежениями русской государственности[7] и усматривавшего корень всех проблем в "темноте масс"[8].
3. С ВПСО, в отличие от большевиков, умеренные социалисты могли выстраивать диалог и даже влиять на них.

### Первый состав
Приступил к исполнению обязанностей 9 октября.
- Председатель правительства — народный социалист Н. В. Чайковский, управляющий отделом иностранных дел[9].
- Секретарь правительства — кадет П. Ю. Зубов, единственный член из состава ВУСО, кроме Чайковского[9].
- Отдел военный и отдел внутренних дел и путей сообщения — полковник Б. А. Дуров, генерал-губернатор, командующий войсками[9]; генерал-майор В. В. Марушевский, и. д. генерал-губернатора и командующего войсками Северной Области (с 19.11.1918 до 13.01.1919)[10].
- Отдел юстиции — кадет С. Н. Городецкий[9], представитель архангельских либералов;
- Отдел торговли, промышленности и продовольствия — кадет Н. В. Мефодиев[9], представитель местных либералов;
- Отдел финансов — князь И. А. Куракин[9].
- Отделы торговли и промышленности  — энэс М. М. Фёдоров, председатель Архангельской городской думы

Появление в составе кабинета местных либералов лишило его прежнего радикализма и сделало более приемлемым для центристов и правых. В то же время удалось удержать симпатии социалистов, заявляя о продолжении программы широкой демократизации управления и социальных реформ. Удовлетворены оказались так же союзные послы, считавшие, что новые члены дадут кабинету знание обстановки и "более практичный взгляд на вещи".
При участии представителей местной общественности были созданы совещательные комиссии и комитеты: снабжения, финансово-экономический, по организации рыбных промыслов. Заключения этих комитетов во многом ложились в основу постановлений ВПСО. В итоге новый кабинет наряду с борьбой против большевиков начал развивать постановления, принятия которых многие годы добивались местные активисты; наиболее показателен пример с рыболовством. Была начата широкая кампания по изучению методов современного рыболовства, публикации популярных брошюр, издание специализированного журнала по рыболовству и рыбным промыслам. Даже официальный "Вестник ВУСО/ВПСО" наряду с правительственными постановлениями и объявлениями публиковал статьи о лучших методах ловли и засолки рыбы. С 1919 возобновлено снабжение рыболовецких становищ продуктами, солью и наживкой для восстановления работы промыслового телеграфа, передававшего сведения о метеорологической обстановке и ходе рыбы. Попытки расширения с 3 до 12 км. зоны вод, где запрещаются иностранные промыслы, остались безуспешны. С целью недопущения иностранных предпринимателей и колонистов разрабатывались планы по колонизации прибрежных островов (в т.ч., архипелага Новая Земля). Была учреждена автономия средней школы, расширена сеть образовательных учреждений, введено внешкольное образование для взрослых. Был принят в работу проект краевого музея.
В условиях гражданской войны большинство принятых постановлений оставались декларациями о намерениях, не приводя к сколь-либо значимому результату. Например, улов рыбы в 1919 году несколько возрос по сравнению с 1918 годом - но всё равно составлял только 1/6 часть от довоенного. Для борьбы с иностранными судами кораблей не имелось, равно как не хватало учителей для запланированных к открытию школ.
Кризис первого состава ВПСО инициировала фигура генерал-губернатора. Ещё в ВУСО Чайковский создал пост генерал-губернатора в попытке справиться с офицерской фрондой, хоть и безуспешно. После отставки Дедусенко на этом посту оказался полковник Борис Андреевич Дуров, один из немногих белых офицеров, симпатизировавших ВПСО и открыто осуждавший переворот Чаплина. Однако его имя не было достаточно известно в военных кругах: производство в полковники он получил только в годы Первой мировой, и, проезжая через Архангельск, случайно оказался одним из старших офицеров белого Севера. Более того, в офицерской среде ходили слухи, будто Дуров имеет связи с большевиками и на Север по визе от советского представителя в Лондоне Литвинова. Фигура Дурова оказалась окончательно скомпрометирована тем, что его помощником был назначен генерал С.Н. Самарин - соратник Керенского, которого он поддержал в августе 1917 в конфликте с генералом Корниловым. Многие белые офицеры даже не подавали Самарину руки, в связи с чем конфликт между гражданской администрацией и белыми офицерами, не желавшими служить "новой керенщине", только обострился. На замене Дурова и Самарина настаивал так же генерал Айронсайд, сменивший в середине октября Ф.Пуля. В ноябре 1918 и Дуров, и Самарин подали в отставку; тем же днём ВПСО направило два приглашения: одно - для российского посла в Риме для передачи представителю Ставки при итальянском главном командовании генералу Е.К. Миллеру; второе - в Стокгольм для командира 3-й особой русской бригады генерала В.В. Марушевского. Первому предлагалась должность генерал-губернатора, второму - его заместителя; оба соискателя ответили согласием. Приезд Миллера ожидался в январе 1919, Марушевский прибыл в ноябре 1918 и до приезда старшего по чину был назначен вр.и.о. генерал-губернатора и командующего войсками.
Марушевского благосклонно восприняли все: левые и либералы - за то, что он являлся последним начальником Генерального штаба при Временном правительстве; белые офицеры - за то, что он установил в армии дисциплину и вернул погоны. Прибытие 13 января Миллера совпало с рядом других событий, направивших развитие ВПСО по новому пути. Приняв обязанности генерал-губернатора и возглавив три отдела в правительстве (военный; иностранных дел; путей сообщения, почт и телеграфов) генерал поначалу не проявлял инициативы и даже на заседаниях ВПСО поддерживал большинство.
Между тем, в ожидании Марушевского и Миллера, т.е. всю вторую половину предыдущего года, Чайковский получал приглашения в формируемые антибольшевистские коалиции: в октябре - в созданную на Уфимском совещании Всероссийскую Директорию, куда его избрали заочно; в ноябре-декабре - в Русское политическое совещание в Париже. На последнее Чайковский и отправился конце января. ВПСО официально уполномочило Чайковского участвовать в создании "единого всероссийского политического центра, а при благоприятной обстановке - и Всероссийского Правительства". Характерно, что начальник штаба белых северных войск полковник Жилинский В.А. письменно называл ключевым для решения Чайковского покинуть Северную область следующий эпизод: 11 декабря 1918 года Чайковский с глубоким волнением следил за подавлением мятежа солдат недавно набранного 1-го Архангелогородского полка и каждые 10-15 минут справлялся о ходе событий у командира штаба. Узнав, что восставшие сдались, но Марушевский решил "довести дело до конца" - т.е., предать зачинщиков военно-полевому суду и последующему расстрелу - он был подавлен. Таким образом, высшие чины белых считали главной причиной отъезда Чайковского не столько необходимость участия в "высокой политике", сколько неспособность даже на втором году гражданской войны преодолеть противоречие между признанием необходимости насилия и почитанием человеческой жизни. Старый революционер, всю жизнь боровшийся против правительственного насилия, заняв пост главы правительства, не смог взять на себя ответственность за применение насилия.
Для сохранения политического баланса на время - как тогда казалось, временного - отсутствия главы ВПСО были произведены некоторые перестановки.

### Второй состав
В январе 1919 в связи с отъездом Чайковского на Парижскую конференцию, хотя он формально сохранил за собой пост председателя правительства, понадобились некоторые перестановки для укрепления равновесия: заместителем Чайковского стал Зубов, возглавивший и отдел земледелия. Отдел иностранных дел перешёл под руководство  генерала Е. К. Миллеру, занявшего с января 1919 должность генерал-губернатора. Для противодействия «поправению» правительства и осуществлению декларированного «среднего курса» Н. В. Чайковский ввел в состав ВПСО и назначил управляющим отделом внутренних дел энеса В. И. Игнатьева.  23 января на ледоколе «Иван Сусанин» Н. В. Чайковский навсегда покинул Архангельск, и как выяснилось и Россию.
- Заместитель председателя, управляющий отделом земледелия — кадет П. Ю. Зубов[9], с конца апреля 1919 года управляющий отделом финансов, должность секретаря правительства упразднена, вместо этого введена позиция Управляющего делами.
- Отделом иностранных дел — генерал Е. К. Миллер, генерал-губернатор, главнокомандующий[9].
- Командующий войсками Северной армии, член областного Правительства — генерал-майор В. В. Марушевский[26]
- Отдел внутренних дел — народный социалист В. И. Игнатьев[9]
- Отдел юстиции — С. Н. Городецкий[9],
- Отдел торговли, промышленности и продовольствия — Н. В. Мефодиев[9],
- Отдел финансов — князь И. А. Куракин (в конце апреля 1919 года передал свои полномочия П. Ю. Зубову), выехав в Омск для того, чтобы координировать действия Северного и Сибирского Правительств.
- Отдел Народного просвещения — энес М. М. Фёдоров[9][27]
- Управляющий делами Правительства — меньшевик К. Г. Маймистов[26].
- Полевой военный прокурор Северного фронта — С. Ц. Добровольский (с 26 мая 1919)[26]

С начала 1919 года политический Архангельск активно обсуждал пришедшие в конце ноября вести о падении демократической Уфимской директории и установлении власти верховного правителя Колчака. Хотя Северная область была отделена от Директории тысячами вёрст и прямого отношения не имела, важным представлялся символический статус её падения (как объединителя антибольшевистских сил). Отношение к Омскому перевороту подразумевало так же вопрос, кто должен стоять во главе белой борьбы: коалиционное демократическое правительство или военные? Обсуждение этого вызвало раскол ВПСО: Чайковский и Зубов безоговорочно считали произошедшее "грубым насилием" над признанной властью, опиравшейся на авторитете Союза возрождения; Марушевский и Мефодиев считали необходимым сначала выяснить все обстоятельства и последствия; Городецкий заявлял, что "диктатура" Колчака может привести к благоприятным результатам, так как "тёмный народ" скорее подчинится "сильной власти". Раскол прошёл через всю общественность. Как свидетельствовал американский консул в Архангельске, сведения из Сибири вызвали "ощутимый рост активности в местных коммерческих и банковских кругах в поддержку реакции... монархическую агитацию среди офицеров русской армии... усилившееся недовольство и радикальную агитацию в рабочей среде".
Расколу способствовали слухи о возможной легализации меньшевиков и эсеров в Советской России. Уступки большевиков оппозиционным партиям были тактическими и к апрелю 1919 были отменены, однако левая общественность всё более критически относилась к положению на белой территории и противопоставляла его кажущейся либерализации в Советской России. Предпосылкой для конфронтации стали аресты бывших сотрудников советов, проводимые белыми агентами. Хотя аресты проводились с августа 1918 года, именно кажущаяся угроза военной диктатуры вынудила левые круги выступить против белого руководства. Поводом послужила эпидемия тифа, рассадником которой являлась Архангельская губернская тюрьма. На заседании 20 февраля члены медико-санитарной комиссии заявили, что более половины случаев заболевания тифом приходится на губернскую тюрьму и выступили с протестом по поводу недопуска к осмотру тюремных помещений. От санитарных заключений депутаты перешли к политическим заявлениям: что эпидемию нельзя рассматривать "вне связи с общеполитическими условиями", что  "эпидемии заболеваний предшествовала эпидемия арестов" и что устранить "глубинные причины" эпидемии можно только переведя управление областью на "широкие общественные начала", то есть путём прихода к власти нового социалистического кабинета.
В первой половине марта на Мурмане, где в посёлках по железной дороге многие рабочие по-прежнему недополучали зарплату, прошли демонстрации с красными флагами и революционными песнями. Звучали угрозы в адрес генерал-губернатора и призывы к свержению ВПСО. Несмотря на арест организаторов митингов, собравших несколько сотен человек, продолжали циркулировать слухи о готовящемся восстании, центром которого назывались казармы мобилизованных. Ожидая начала восстания, мурманские власти даже окружили военные и административные здания колючей проволокой, снабдили их запасами воды и продовольствия. В Архангельске годовщина революции 12 марта была отмечена антиправительственными речами на утреннем собрании членов профсоюзов и социалистических партий в столовой судоремонтного завода "Труд". Вслед за меньшевиками Г.В. Успенским и С.М. Цейтлиным, обвинивших правительство в реакционерстве, выступил глава губернского совета профсоюзов М.И. Бечин. Ранее он отметился тем, что на фоне переговоров с уфимской делегацией под началом В.К. Вольского призывал к объединению всех социалистов в центре страны и прекращению "ненужной бойни". Теперь он открыто выступил в защиту Советской власти, назвав её "естественной и единственной защитницей интересов рабочего класса". вечером того же дня Бечин выступил с критикой ВПСО на торжественном заседании городской думы: он обвинил ВПСО в том, что держится оно только на штыках союзников и призвал к открытой борьбе с администрацией.
Подобный демарш шёл значительно дальше той умеренной критики режима, которая была приемлема для большинства социалистов. Председатель думы энэс М.М. Фёдоров дважды прерывал выступление Бечина, а под конец лишил его слова. Смущённые резкостью выступления, на следующем заседании, 14 марта, они сами инициировали чистку своих рядов. По инициативе либералов был вынесен вотум недоверия руководству думы за "попустительство преступной манифестации". Городской глава, городская управа и президиум думы, сформированные социалистами, подали в отставку. Никто из депутатов, обвинявших ВПСО в "эпидемии арестов", не выступил ни против ареста радикальных ораторов, ни против 15-летних сроков, назначенных им в военно-окружном суде. Тем же днём правительственный "Вестник" вышел с угрозой "решительно и твёрдо" пресекать всякие попытки содействию большевикам. Вслед за этим были произведены массовые аресты. Численность арестованных только правительственными следственными комиссиями, не считая арестов, произведённых военными властями, составила 351 человек и вплотную приблизилась к количеству арестов за всю вторую половину 1918 года. Арестованы были авторы антиправительственных речей, организаторы митингов и демонстраций; неожиданно для властей сотрудники белой юстиции во время обыска в доме Совета Профсоюзов вышли на след подпольного большевистского комитета. В результате большевистское подполье было ликвидировано, его участники - расстреляны. Для уменьшения числа недовольных - прежде всего, в беспокойном Мурманском крае - генерал Марушевский организовал высылку за линию фронта "сторонников большевиков". Всего, по его сведениям, Северную область таким образом покинуло до 6000 человек.
Левые политики не протестовали против репрессий. Наоборот, под градом обвинений в прессе, где социалисты изображались "большевистскими дельцами", они стремились доказать свой патриотизм и преданность. Редакция социалистического ежедневника "Возрождение Севера" признала необходимость укрепления военной власти в период гражданской войны, не видя других способов борьбы с большевизмом.
Параллельно развитию мартовского кризиса поступали известия из правительств Антанты о скором выводе войск. Англия обязалась вывести свои контингенты до осени, США - "в ближайшее время". Чтобы не допустить соглашения союзников с большевиками, власти Северной области пересылали за границу радикальные высказывания советских лидеров и фотографировали на занятых территориях изуродованные останки жертв красного террора как доказательства преступности большевистского режима.
В апреле 1919 года член Временного Правительства князь И. А. Куракин выехал из Архангельска в Сибирь. В связи с этим управление Отделом финансов перешло к П. Ю. Зубову. В составе ВПСО не осталось ни одной фигуры всероссийского масштаба. Мягкий и неуверенный Зубов, постоянно получавший от других членов ВПСО упрёки в нерешительности и отсутствии авторитета, неоднократно же повторял, что "нисколько не держится за власть и готов уступить своё место другим, если те лучше справятся с делом". В условиях, когда революционеры, провинциальные чиновники и оппозиционеры заняли непривычные для них места и выделялись только нерешительностью, генералы казались находящимися на своём месте и знающими, что нужно делать. Таким образом, власть сама начала перетекать в руки Миллера, который сумел установить дружеские отношения даже с местными либералами и эсерами. Меньшевик Маймистов писал, что "губернатор - человек без предвзятостей и с европейскими навыками"; лидер эсеров А.А. Иванов называл его "демократом и честным человеком". По свидетельствам современников, даже отдельные  левые политики заявляли: "Судьба благоволила к Северной области, поставив ей такого "конституционного" генерала".
К концу апреля ситуация изменилась настолько, что умеренные социалисты 30 апреля поддержали признание ВПСО верховной власти адмирала Колчака, переворот которого они единогласно осуждали ещё в январе этого года. Торжествовала не только либеральная пресса, но и городская дума, которая в своём специальном послании в Омск выразила "патриотическую радость в связи с началом объединения России". Даже рупор социалистов, газета "Возрождение Севера", приветствовала Колчака и заявляла, что допустимо простить ему переворот, если омское правительство подтвердит своей работой, что "народ его может уважать не только за военные успехи, но и за честное служение свободе".
По итогам весеннего кризиса большинство социалистических лидеров отошло от оппозиции белой власти. В отличие от большинства социалистов Сибири и эмиграции, после переворота Колчака отвернувшихся от белых правительств, на Севере подобного раскола в антибольшевистском движении не произошло. Более того, социалисты Северной области сплотились вокруг белой власти и признали целесообразность политических репрессий для обеспечения безопасности области, а правительственный комиссар энэс В.И. Игнатьев лично инициировал ряд арестов. Единственной фракцией, выразившей протест, были меньшевики, потребовавшие всеобщей политической амнистии, а после получения отказа - организовавшие через подконтрольные им профсоюзы забастовку. Подобное действие вызвало осуждение даже в социалистических кругах. Сотрудничеству либеральной общественности с режимом способствовало так же и то, что ВПСО не допускало бессудных расправ белых офицеров над социалистами - в отличие от ситуации в Сибири.

### Третий состав
12 июля 1919 года ВПСО объявило, что «при наличии Всероссийской Верховной власти в Омске дальнейшее существование Правительства Северной области не отвечает целям воссоздания единого русского государства и укрепления Верховной власти». ВПСО просило А. В. Колчака распорядится о передаче власти в Северной области в руки генерала Миллера, который, как предполагалось, реорганизует военное и гражданское управление областью. Но 2 августа 1919 года ВПСО сочло своё решение ошибкой и отменило его. После этого состав ВПСО был вновь обновлён, по другим сведениям состав правительства был обновлён под давлением земско-городского совещания:
- Заместитель председателя, отделы Юстиции и Земледелия — кадет П. Ю. Зубов[9].
- Отдел иностранных дел и Отдел Военно-морских дел — генерал  Е. К. Миллер, генерал-губернатор, командующий войсками[9].
- Отдел внутренних дел — И. В. Багриновский, начальник Архангельской губернии, бывший городской голова[9]
- Отдел финансов, торговли и промышленности —  Н. И. Каменецкий[9].
- Отдел Народного просвещения — энес М. М. Фёдоров[9]
- Отдел труда  — эсер В. Н. Цапенко[9].
- без портфеля — эсер П. П. Скоморохов, председатель губернской земской управы, подал в отставку в сентябре 1919[9]
- без портфеля — эсер  Е. П. Едовин, зам. председателя губернской земской управы, подал в отставку в сентябре 1919[9]

С подготовкой сил интервентов к эвакуации отношения между ними и ВПСО осложнялись. Появляются жалобы на то, что "англичане пришли не спасти Россию, а погубить её". Со стороны белого офицерства отмечаются возмущения при любых случаях неуважительного (или кажущегося таковым) обращения к ним со стороны союзников. Особенно широкую огласку получил случай "издевательства" англичан над начальником Мурманского края Ермоловым: во время визита на корабль к командующему морскими вооружёнными силами ему дали "неудобную верёвочную лестницу", по которой, как свидетельствовал современник, "этот глубоко сухопутный правитель поднимался с большим трудом, раза три сорвавшись. Всякий раз, как голова его показывалась над бортом, англичане играли встречный туш, Ермолов скатывался вниз, — музыкапрекращалась; снова показывалась голова, снова туш, — и таким образом — раза три". Командующий белыми войсками Марушевский был обижен тем, что союзники не всегда прислушиваются к советам русского генерала, а так же тем, что рослый Айронсайд "высокомерно смотрит" на низкого Марушевского, не доходившего ему до плеча. Так же Марушевский был раздосадован, что «сыны гордого Альбиона не могли себе представить русских иначе, чем в виде маленького, дикого племени индусов или малайцев, что ли». Он был уверен, что поддержание самого статуса превосходства является сознательной политикой англичан, которые «держали себя на Севере так, как будто они находились в завоеванной, а вовсе не в дружественной стране».
Масштаб недоверия был таков, что, по свидетельству П. Вудса, в Мурманском крае офицерами "являлись люди, настроения которых были отчётливо антисоюзническими... а действия - открыто обструкционистскими". Объяснить это чем-либо, кроме зависти, мстительности и личных корыстных интересов он при этом не мог. Командующий бригадой британских добровольцев Л. Садлер-Джексон испытывал такое недоверие к союзникам, что во время совместных операций выставлял собственные патрули и по возможности проверял русские военные донесения. Вызванный в Британию генерал Айронсайд на фоне происходящего настоял на скорейшем выводе войск вследствие ненадёжности Северного фронта. Впоследствии, вспоминая о русских петициях и делегациях, настаивавших на дальнейшей союзной поддержке, он отмечал, что ему "...трудно было испытывать какую-либо симпатию к людям, которые так мало сделали для того, чтобы помочь самим себе".

### Четвёртый состав
В ночь с 26 на 27 сентября 1919 года последние воинские части Антанты покинули Архангельск, а 12 октября они ушли и из Мурманска. В связи с новой ситуацией было решено фактически передать всю полноту власти Е. К. Миллеру, а «персональный состав Временного Правительства сохранить с оставлением всех управляющих Отделами, которые в своей совокупности составили бы Гражданское управление края, с помощником Главного Начальника края по гражданской части во главе, в лице Председателя Временного Правительства П. Ю. Зубова». Таким образом, по крайней мере с конца сентября 1919 Зубов стал Председателем Временного правительства де юре. При голосовании по этому вопросу М. М. Федоров воздержался, или а П. Ю. Зубов и Н. В. Багриновский  проголосовали против.  Создание генерал-губернатором Е. К. Миллером «Особой гражданской части» привело к тому, что у Правительства не было рычагов власти и оно всё более превращалось в консультационный орган при  военной диктатуре.
Эвакуация союзных войск и последовавшие поражения белых так и не заставили их пересмотреть свои взгляды. Видя в конце сентября 1919 г. архангельскую набережную, опустевшую после отхода союзных судов, чиновники и офицеры с сияющим видом поздравляли друг друга с тем, что они «опять в России», и интересовались: «Как вам нравится русский город Архангельск?» Первые успехи последовавшего наступления северной армии многие политики и военные связывали с тем, что, не желая раньше захватывать территорию для англичан, русские солдаты теперь готовы были идти на подвиги, воюя за себя. Описывая свою последнюю встречу с русским командующим Двинским участком фронта полковником А.А. Мурузи, генерал Айронсайд был потрясен, насколько открыто тот говорил о своем недоверии к интервентам и насколько был уверен, что после ухода союзников белая русская армия быстро начнет пополняться крестьянами-добровольцами и сможет смести большевистскую власть.

### Пятый состав
Позднее ВПСО все более становилось совещательным органом при командующим войсками генерале Миллере. Последний его 5-й состав был сформирован 14 февраля 1920, 4 дня до эвакуации. 
- Заместитель председателя — генерал  Е. К. Миллер[9].
- Отдел народного образования — эсер Б. Ф. Соколов[9]
- Отдел внутренних дел — барон Э. П. Тизенгаузен, находился в плену у карельских сепаратистов, его обязанности выполнял Б. Ф. Соколов[9].
- Отдел труда — П. И. Максимов[9]
- Министр без портфеля — эсер А. А. Иванов[9]
- Отдел торговли, промышленности и финансов —  беспартийный А. А. Репман[9]
- Отдел земледелия — беспартийный А. Е. Попов[9]

18 февраля 1920 года правительство передало власть совету профсоюзов, сложив свои полномочия. Многим членам ВПСО удалось эмигрировать в Европу.

## Белый террор
Особое место в красной пропаганде, советской историографии и у её современных последователей занимал и занимает «белый террор». Именно применение массового насилия, по их мнению, и позволяло белым удерживать власть в своих руках столь долго. Оценка количества жертв колеблется в зависимости от источника. Источники советского периода утверждали, что только через Архангельскую тюрьму за год прошло 38 000 человек, из которых 8000 было расстреляно. Постсоветские источники утверждают, что через тюрьмы, концлагеря и каторгу Временного правительства Северной области прошло около 52 000 человек, а по приговорам военных судов было расстреляно около 4000 человек. Встречаются даже заявления, согласно которым «в тюрьме или концлагере побывал каждый шестой житель Северной области, каждый четвёртый был убит». В конечном итоге, первоисточником всех данных является пропагандистская статья в газете «Наша война» от 18 марта 1920. Уже в советские годы отмечалось, что цифры эти сильно и явно завышены.
В отличие от красного террора, который был институционализирован в большевистских постановлениях и имел идеологические основы, служа не только борьбе с противником, но и социальной перекройке общества, политические репрессии в Северной Области были спонтанны, непоследовательны и лишены всякой идеологии. Политически аресты проводились разными органами: аппаратом губернского правительственного комиссара, союзнической контрразведкой, отрядами самообороны местного населения, генерал-губернатором Северной области. Вследствие этого зачастую люди, арестованные одним органом, выпускались на свободу другим и повторно арестовывались третьим. Сколь-либо упорядоченно действовала Особая следственная комиссия для расследования злоупотреблений и противозаконных действий агентов советской власти, созданная ВУСО в августе 1918 года. К осени она создала сеть уездных подкомиссий и занялась разбором дел политических арестантов, а равно арестами и следствием против бывших большевистских комиссаров, членов губернского и уездного исполкомов, лидеров профсоюзов и левых партий.
Арестовывали не только отдельных лиц, но порой заводили дела против уездных советов и земских управ в полном составе. Наиболее широкую огласку получило дело Мурманского краесовета, который всецело поддержал белый переворот в Архангельске — но уже в октябре того же года был расформирован, а его полномочия переданы генерал-губернатору В. В. Ермолову. После разгрома краесовета за сотрудничество с большевиками в тюрьму отправили: «заведующего гражданской частью» В. М. Брамсон, управделами Г. М. Веселаго, председателя А. М. Юрьева и военного руководителя края Н. И. Звегинцева. Одновременно следственная комиссия вела дела о профсоюзах моряков и железнодорожников, о местных советах и даже о Мурманской рыбной экспедиции, арестовав в общем счёте 40 человек. Аналогичная история произошла и с руководством Онежского народного совета: следственная комиссия обвинили их в сочувствии большевизму и в январе 1919 в полном составе этапировала в Архангельскую тюрьму. Другие уездные управы лишались хотя бы нескольких из человек.
Проводимые аресты вызывали у народа, однако, не страх, а возмущение. Так, жители Польской волости Онежского уезда открыто и массово требовали освобождения арестованных руководителей, угрожая в случае отказа бойкотом новой местной власти. На Пинеге земство в знак протеста против ареста руководителей-меньшевиков постановило выплатить им недополученное жалование за всё время пребывания под арестом и выразить «благодарность за работу на пользу уезда». Общее собрание граждан Соломбальской волости добивалось освобождения председателя исполкома Пычкина и члена совета Мехренгина, так как не находило со своей стороны «за ними никаких провинностей». Многие аресты, проводимые следственной комиссией, вызывали недоумение даже у членов ВПСО: его члены исходили из того, что аресту подлежат только наиболее скомпрометированные сотрудничеством с большевиками, а любое расширение арестов несёт угрозу репутации белого режима. Однако кабинет упорно отказывался вмешиваться в работу судов, боясь политизации судебной власти. В результате к августу 1919 года комиссиями было арестовано более тысячи человек. Отдельную сложность представляли две вещи. Во-первых, в судах работали бывшие царские юристы, готовые отправить в тюрьму всех членов советов и комитетов за участие в «преступном сообществе, стремившемся к свержению государственного строя». Во-вторых, выносимое судебное решение не являлось окончательным, так как осуждённые сохраняли право на апелляцию, а высшей инстанции не имелось.
Попытки ВПСО повлиять на судебную систему только усиливали путаницу. Характерный пример — дело Я. А. Моторина, одного из руководителей Онежского совета. Хотя арестованные члены совета отморозили ноги во время нахождения в тюрьме и были выпущены по решению Чайковского, следствие по их делу не прекращалось. Спустя полгода после освобождения прокурор окружного суда повторно добивался ареста и суда над Моториным, который к тому времени уже воевал в рядах белой армии. Командир части смог отстоять ценного бойца, а в ноябре Моторин — несмотря на обвинения в сочувствии большевизму — был назначен главой Онежского отделения печати и ответственным за антибольшевистскую пропаганду в уезде.
Несмотря на весь хаос, творившийся в судебной системе ВПСО, оценочное количество арестованных далеко от цифр, представляемых красной пропагандой. Ещё советский историк А. И. Потеплицын в начале 1930-х на основании изучения книг приёма арестованных установил, что в Архангельской тюрьме побывало 9760 человек, а никак не 38 000 и не 52 000. Подсчёты Потеплицына согласуются с данными Отдела Юстиции ВПСО, согласно которым в губернской тюрьме в среднем единовременно пребывало от 300 до 600 арестантов. Поскольку Архангельская тюрьма была не только крупнейшей тюрьмой области, но и главным пересылочным пунктом, в означенную цифру входят все побывавшие под арестом — в том числе, по нескольку раз, дважды или трижды. Данная цифра описывает не исключительно политических заключённых, но всех вообще — уголовных (грабители, насильники, убийцы) и административно арестованных (попадавших в тюрьму на несколько недель или дней за спекуляцию, нарушение комендантского часа, отсутствие пропускных документов). ПО совокупности данных через тюрьмы и лагеря Северной области прошло от 10 до 15 тысяч арестантов.
В отличие от численности арестованных, численность казнённых возможно установить лишь гипотетически: большинство материалы военно-полевых судов, выносивших приговоры о расстрелах, было уничтожено накануне эвакуации. Однако масштаб действий военно-полевых судов был таков, что в мемуарах партработников и советских исторических трудах исключительно значимым событием и примером крайней жестокости белой власти является расстрел прапорщика Ларионова и пятерых членов его отряда в ноябре 1918 года. К расстрелу военно-полевые суды приговаривали за: самовольное оставление командования, шпионаж в пользу неприятеля, попытки подговорить часть к переходу на сторону неприятеля, нападение на сослуживцев, поднятие восстания в части. Таким образом, подсудимые являлись не гражданскими лицами, а действующими военными, и судимы были именно за военные преступления. Единственный известный случай казни гражданских — расстрел членов подпольного большевистского комитета в Архангельске весной 1919. И даже известный приказ Миллера о заложниках, угрожавший в отместку за убийства белых офицеров казнить заключённых за большевистскую пропаганду, не имел последствий — нет никаких подтверждений того, что он приводился в исполнение.
Основной причиной смертности заключённых являлись не казни, а болезни, недоедание и общая тяжесть условий содержания. В этом отношении показателен пример Йоканьгской тюрьмы, ставшей символом белого террора. Сама тюрьма была создана в заброшенном промысловом становище на Мурмане осенью 1919 года для выведения политических заключённых из общих тюрем, где те могли бы вести агитацию среди прочих заключённых. Красная пропаганда, советские историки и их современные последователи никогда не называют Иоканьгу «тюрьма» или хотябы «лагерем для военнопленных» — употребляется исключительно термин «концентрационный лагерь». В рамках советской, идейной, историографии этот термин являлся исключительно эмоционально и политически заряженным — что ставило Иоканьгу в один ряд с Освенцимом или Бухенвальдом. На Иоканьгу было направлено более тысячи человек — подследственные, обвиняемые в содействии большевикам, и пленные красноармейцы; из-за болезней и истощения погиб каждый четвёртый арестант. Однако от болезней гибли заключённые во всех тюрьмах, а в некоторых от них гибли даже и надзиратели. Широко освещённый в красной пропаганде, советской историографии и у её современных последователей начальник тюрьмы И. Ф. Судаков (отличавшийся садизмом, участием в избиениях и пытках арестантов, стрельбой по баракам с заключёнными) по оценке самих же советских источников приложил руку к смерти 20 (двадцати) заключённых. Аналогичная ситуация сложилась с Мудьюгской тюрьмой — так же называемой не «тюрьмой» и не «лагерем для военнопленных», но исключительно «концентрационным лагерем».
Типовыми образцами советской историографии и её современных последователей, описывающих «белый террор» в «концентрационных лагерях» Мудьюга и Иоканьги, являются следующие.
1. «Люди, названные военнопленными, доводились до крайних пределов голода: как голодные псы бросались, хватая обглоданные администрацией тюрьмы кости, зная вперед, что это будет стоить побоев прикладами, карцера и т. д. Организм заточенных был доведен от голода до состояния, когда незначительное дуновение ветра валило их с ног, что почиталось симуляцией, и потому на несчастных снова сыпались побои… Из заточенных на Мудьюге более 50 процентов расстались с жизнью, многие сошли с ума…», — описывал ситуацию после освобождения Мудьюга Архангельский совет профсоюзов в августе 1919 г.[131] Заключённые Мудьюга в такой трактовке будто бы и не являлись военнопленными — они только назывались таковыми. Голодом их морили всех и целенаправленно, а если и кормили — исключительно объедками со стола охранников «как псов», избивали только и исключительно ради развлечения, постоянно после каждого приёма пищи. Смертность прямо указывается в 50 % — при том, что по официальным советским же оценкам из 1000 заключённых погибшими называются то 200, то 300 человек[132], что никак не соответствует заявленным 50 %. Параллельно описанию нечеловеческих издевательств советские историки и их последователи пересказывают (см. основную статью Мудьюгская тюрьма), как 15 сентября 1919 года заключённые (которых месяцами морили голодом и холодом, избивали и пытали) подняли восстание, разоружили охрану, прорвали блокаду, вплавь преодолели залив и в количестве 53 человек перебрались на материк. После чего разделились, согласно имевшемуся плану, на две группы: одна направилась к Архангельску, другая прошла 300 км к Пинеге (по пересечённой местности, лесам и болотам) — где достигла расположения красных частей (координаты заключённым были известны уже в тюрьме или переданы информатором на воле, не уточняется).
2. В ссыльно-каторжной тюрьме в Иоканьге заключённых избивали, морили голодом, пытали, истребляли медленной мучительной смертью от голода и холода. Из 1200 арестантов, побывавших в Иоканьге, лишь 20 относились к большевикам, остальные были беспартийными. К моменту освобождения тюрьмы от белогвардейцев в живых осталось чуть больше трети заключённых, из них 205 уже не могли передвигаться[131]. Советская пропаганда и её современные последователи представляют дело так, будто ВПСО должно было арестовывать только большевиков — по классовому и партийному признаку, так же, как действовала сама советская система — но по злому умыслу смело арестовывать и иных лиц. Тот факт, что в ВС Северной области большевиков не было, игнорируется. Аналогично истории с Мудьюгом, происходит путаница в цифрах: из 1200 заключённых выжившими называется «едва ли треть» — тогда как официальные советские же источники сообщают о 685 выживших из 1080 арестованных, что далеко от 1/3. Параллельно описанию нечеловеческих издевательств советские историки и их современные последователи пересказывают, как 20 февраля 1920 года заключённые (которых всё так же месяцами морили голодом и холодом, избивали и пытали) организовали совет, избрали председателем М. И. Бечина, подняли восстание, разоружили гарнизон, прорвались через периметр и бежали в Мурманск на 3 (трёх) теплоходах — «Русанов», «Таймыр» и «Сибиряков». По дороге погибло 24 человека из числа тяжелобольных.

Таков уровень представления «белого террора» в красной пропаганде, советской историографии и у их современных последователей.

## Представители Антанты, состоявшие в непосредственном контакте со Временным правительством Северной области
1. генерал Фредерик Пул (Военная миссия Великобритании в Мурманске и Архангельске)
2. полковник Кадберт Торнхилл[133], представитель Великобритании в Военном контроле.
3. Жозеф Нуланс[134] (Франция)
4. граф Жан де Люберсак (Jean de Lubersac)[135], представитель Франции в Военном контроле.
5. Дэвид Р. Фрэнсис (США)
6. представитель Италии: маркиз де ла Торетт князь Боргезе.
7. бельгийский консул Мишель Никез (Michel Nicaise; выехал из Архангельска в январе 1920 года)
8. голландский консул Якубус Смит (арестован красными в марте 1920 года)
9. Мирослав Сполайкович (Королевство сербов, хорватов и словенцев).